# World RX de Canadá 2017
El World RX de Canadá es una prueba de Rallycross en Canadá válida para el Campeonato Mundial de Rallycross. Se celebró en el Circuito de Trois-Rivières en Trois-Rivières, Quebec, Canadá.
Johan Kristoffersson consiguió su tercera victoria consecutiva y cuarta de la temporada a bordo de su Volkswagen Polo GTI, seguido de Petter Solberg y Sébastien Loeb.
En RX2 el francés Cyril Raymond consiguió su cuarta victoria en la temporada, seguido del belga Guillaume De Ridder y estadounidense Tanner Whitten.

## Supercar

### Series
| Pos. | No. | Piloto                | Equipo                          | Auto                | Q1  | Q2  | Q3  | Q4  | Pts |
| ---- | --- | --------------------- | ------------------------------- | ------------------- | --- | --- | --- | --- | --- |
| 1    | 3   | Johan Kristoffersson  | PSRX Volkswagen Sweden          | Volkswagen Polo GTI | 2º  | 1º  | 2º  | 1º  | 16  |
| 2    | 11  | Petter Solberg        | PSRX Volkswagen Sweden          | Volkswagen Polo GTI | 4º  | 3º  | 3º  | 2º  | 15  |
| 3    | 1   | Mattias Ekström       | EKS RX                          | Audi S1             | 4º  | 7º  | 1º  | 6º  | 14  |
| 4    | 57  | Toomas Heikkinen      | EKS RX                          | Audi S1             | 1º  | 5º  | 6º  | 10º | 13  |
| 5    | 96  | Kevin Eriksson        | MJP Racing Team Austria         | Ford Fiesta         | 3º  | 6º  | 5º  | 17º | 12  |
| 6    | 9   | Sébastien Loeb        | Team Peugeot-Hansen             | Peugeot 208         | 10º | 15º | 4º  | 4º  | 11  |
| 7    | 6   | Jānis Baumanis        | STARD                           | Ford Fiesta         | 8º  | 8º  | 10º | 9º  | 10  |
| 8    | 43  | Ken Block             | Hoonigan Racing Division        | Ford Focus RS       | 5º  | 4º  | 7º  | 19º | 9   |
| 9    | 21  | Timmy Hansen          | Team Peugeot-Hansen             | Peugeot 208         | 8º  | 18º | 14º | 3º  | 8   |
| 10   | 7   | Timur Timerzyanov     | STARD                           | Ford Fiesta         | 17º | 9º  | 10º | 7º  | 7   |
| 11   | 71  | Kevin Hansen          | Team Peugeot-Hansen             | Peugeot 208         | 13º | 8º  | 11º | 11º | 6   |
| 12   | 44  | Timo Scheider         | MJP Racing Team Austria         | Ford Fiesta         | 11º | 7º  | 13º | 12º | 5   |
| 13   | 13  | Andreas Bakkerud      | Hoonigan Racing Division        | Ford Focus RS       | 7º  | 20º | 12º | 6º  | 4   |
| 14   | 68  | Niclas Grönholm       | GRX                             | Ford Fiesta         | 12º | 11º | DNF | 9º  | 3   |
| 15   | 100 | Guy Wilks             | LOCO Energy World RX            | Volkswagen Polo     | 14º | 12º | 15º | 14º | 2   |
| 16   | 15  | Reinis Nitišs         | EKS RX                          | Audi S1             | 20º | 17º | 9º  | 13º | 1   |
| 17   | 87  | Jean-Baptiste Dubourg | DA Racing                       | Peugeot 208         | 15º | 14º | 17º | 15º |     |
| 18   | 77  | René Münnich          | All-Inkl.com Münnich Motorsport | Citroën DS3         | 16º | 13º | 16º | 16º |     |
| 19   | 10  | "Csucsu"              | Speedy Motorsport               | Kia Rio             | 18º | 16º | 18º | DNF |     |
| 20   | 66  | Grégoire Demoustier   | DA Racing                       | Peugeot 208         | 18º | 19º | 19º | 19º |     |

### Semifinales
Semifinal 1
| Pos. | No. | Piloto               | Equipo                  | Tiempo    | Pts |
| ---- | --- | -------------------- | ----------------------- | --------- | --- |
| 1    | 3   | Johan Kristoffersson | PSRX Volkswagen Sweden  | 05:05.170 | 6   |
| 2    | 21  | Timmy Hansen         | Team Peugeot-Hansen     | +3.796    | 5   |
| 3    | 96  | Kevin Eriksson       | MJP Racing Team Austria | +4.942    | 4   |
| 4    | 71  | Kevin Hansen         | Team Peugeot-Hansen     | +5.927    | 3   |
| 5    | 6   | Jānis Baumanis       | STARD                   | +9.567    | 2   |
| 6    | 1   | Mattias Ekström      | EKS RX                  | DNF       | 1   |

Semifinal 2
| Pos. | No. | Piloto            | Equipo                   | Tiempo    | Pts |
| ---- | --- | ----------------- | ------------------------ | --------- | --- |
| 1    | 11  | Petter Solberg    | PSRX Volkswagen Sweden   | 05:02.028 | 6   |
| 2    | 57  | Toomas Heikkinen  | EKS RX                   | +6.413    | 5   |
| 3    | 9   | Sébastien Loeb    | Team Peugeot-Hansen      | +7.053    | 4   |
| 4    | 43  | Ken Block         | Hoonigan Racing Division | +13.211   | 3   |
| 5    | 44  | Timo Scheider     | MJP Racing Team Austria  | +13.905   | 2   |
| 6    | 7   | Timur Timerzyanov | STARD                    | +23.287   | 1   |

### Final
| Pos. | No. | Piloto               | Equipo                  | Tiempo    | Pts |
| ---- | --- | -------------------- | ----------------------- | --------- | --- |
| 1    | 3   | Johan Kristoffersson | PSRX Volkswagen Sweden  | 05:02.704 | 8   |
| 2    | 11  | Petter Solberg       | PSRX Volkswagen Sweden  | +1.072    | 5   |
| 3    | 9   | Sébastien Loeb       | Team Peugeot-Hansen     | +4.498    | 4   |
| 4    | 96  | Kevin Eriksson       | MJP Racing Team Austria | +8.239    | 3   |
| 5    | 57  | Toomas Heikkinen     | EKS RX                  | +20.847   | 2   |
| 6    | 21  | Timmy Hansen         | Team Peugeot-Hansen     | DNF       | 1   |

## RX2 International Series

### Series
| Pos. | No. | Piloto              | Equipo                     | Q1  | Q2  | Q3  | Q4  | Pts |
| ---- | --- | ------------------- | -------------------------- | --- | --- | --- | --- | --- |
| 1    | 13  | Cyril Raymond       | Olsbergs MSE               | 1º  | 11º | 2º  | 1º  | 16  |
| 2    | 40  | Dan Rooke           | Dan Rooke                  | 6º  | 1º  | 1º  | 4º  | 15  |
| 3    | 11  | Tanner Whitten      | Olsbergs MSE               | 5º  | 14º | 5º  | 2º  | 14  |
| 4    | 55  | Vasily Gryazin      | Sports Racing Technologies | 3º  | 12º | 6º  | 2º  | 13  |
| 5    | 96  | Guillaume De Ridder | Guillaume De Ridder        | 2º  | 10º | 3º  | 15º | 12  |
| 6    | 69  | Sondre Evjen        | JC Raceteknik              | 4º  | 13º | 4º  | 6º  | 11  |
| 7    | 6   | William Nilsson     | JC Raceteknik              | 10º | 4º  | 8º  | 8º  | 10  |
| 8    | 52  | Simon Olofsson      | Simon Olofsson             | 8º  | 2º  | DNF | 9º  | 9   |
| 9    | 19  | Andreas Bäckman     | Olsbergs MSE               | 15º | 3º  | 7º  | 10º | 8   |
| 10   | 51  | Sandra Hultgren     | Sandra Hultgren            | 7º  | 6º  | 11º | 11º | 7   |
| 11   | 9   | Jessica Bäckman     | Olsbergs MSE               | 16º | 7º  | 9º  | 12º | 6   |
| 12   | 53  | Cole Keatts         | Olsbergs MSE               | 12º | 5º  | 12º | 16º | 5   |
| 13   | 9   | Glenn Haug          | Glenn Haug                 | 11º | 15º | 14º | 7º  | 4   |
| 14   | 56  | Thomas Holmen       | Bard Holmen                | DNF | 16º | 13º | 3º  | 3   |
| 15   | 36  | Guerlain Chicherit  | Olsbergs MSE               | 13º | 9º  | 16º | 13º | 2   |
| 16   | 8   | Simon Wågø Syversen | Set Promotion              | 9º  | DNF | 10º | 14º | 1   |
| 17   | 12  | Anders Michalak     | Anders Michalak            | 14º | 8º  | 15º | DNF |     |

### Semifinales
Semifinal 1
| Pos. | No. | Piloto              | Equipo              | Tiempo   | Pts |
| ---- | --- | ------------------- | ------------------- | -------- | --- |
| 1    | 13  | Cyril Raymond       | Olsbergs MSE        | 5:28.870 | 6   |
| 2    | 11  | Tanner Whitten      | Olsbergs MSE        | +5.169   | 5   |
| 3    | 96  | Guillaume De Ridder | Guillaume De Ridder | +9.188   | 4   |
| 4    | 26  | Jessica Bäckman     | Olsbergs MSE        | +11.542  | 3   |
| 5    | 6   | William Nilsson     | JC Raceteknik       | +11.722  | 2   |
| 6    | 19  | Andreas Bäckman     | Olsbergs MSE        | +27.976  | 1   |

Semifinal 2
| Pos. | No. | Piloto          | Equipo                     | Tiempo   | Pts |
| ---- | --- | --------------- | -------------------------- | -------- | --- |
| 1    | 40  | Dan Rooke       | Dan Rooke                  | 5:27.878 | 6   |
| 2    | 55  | Vasily Gryazin  | Sports Racing Technologies | +2.544   | 5   |
| 3    | 52  | Simon Olofsson  | Simon Olofsson             | +5.263   | 4   |
| 4    | 69  | Sondre Evjen    | JC Raceteknik              | +5.657   | 3   |
| 5    | 53  | Cole Keatts     | Olsbergs MSE               | +9.658   | 2   |
| 6    | 51  | Sandra Hultgren | Sandra Hultgren            | +10.184  | 1   |

### Final
| Pos. | No. | Piloto              | Equipo                     | Tiempo   | Pts |
| ---- | --- | ------------------- | -------------------------- | -------- | --- |
| 1    | 13  | Cyril Raymond       | Olsbergs MSE               | 5:24.379 | 8   |
| 2    | 96  | Guillaume De Ridder | Guillaume De Ridder        | +6.859   | 5   |
| 3    | 11  | Tanner Whitten      | Olsbergs MSE               | +8.619   | 4   |
| 4    | 55  | Vasily Gryazin      | Sports Racing Technologies | +18.609  | 3   |
| 5    | 52  | Simon Olofsson      | Simon Olofsson             | +21.517  | 2   |
| 6    | 40  | Dan Rooke           | Dan Rooke                  | DNF      | 1   |

## Campeonatos tras la prueba
| Pos | Piloto               | Pts | Dif |
| --- | -------------------- | --- | --- |
| 1   | Johan Kristoffersson | 211 |     |
| 2   | Petter Solberg       | 176 | +35 |
| 3   | Mattias Ekström      | 158 | +53 |
| 4   | Sébastien Loeb       | 144 | +67 |
| 5   | Timmy Hansen         | 135 | +76 |

| Pos | Piloto              | Pts | Dif |
| --- | ------------------- | --- | --- |
| 1   | Cyril Raymond       | 138 |     |
| 2   | Dan Rooke           | 124 | +14 |
| 3   | Guillaume De Ridder | 89  | +49 |
| 4   | Tanner Whitten      | 83  | +55 |
| 5   | William Nilsson     | 75  | +63 |

- Nota: Solo se incluyen las cinco posiciones principales.